# Manikhel
Manikhel es un pueblo ubicado en el distrito de Lalitpur, Nepal.

## Superficie
Cuenta con una superficie de 16,1 kilómetros cuadrados.

## Demografía
Hasta 2015 la población era de 2234 habitantes, con una densidad de población de 138,6 habitantes por kilómetro cuadrado. Con una población masculina y femenina de 1074 (48,1%) y 1160 (51,9%) respectivamente.
| Gráfica de evolución demográfica de Manikhel entre 1975 y 2015 |
|                                                                |
| Datos según el Centro Común de Investigación.                  |